# Щоденник пам'яті
«Щоде́нник па́м'яті» (англ. The Notebook) — художній фільм 2004 року виробництва США, знятий у жанрі романтичної драми.
Фільм знятий за сюжетом однойменного роману Ніколаса Спаркса, який був опублікований у 1996 році і став бестселером у перший тиждень продажу.

## Сюжет
Романтична історія любові сільського хлопця та дівчини з міста, які зустрічаються одного літа, ще в дні своєї юності. Саме цього літа вони закохуються одне в одного. Але батьки Еллі проти кохання їхньої єдиної дочки з сільським хлопцем та розлучають їх. Літо закінчується і Еллі від'їжджає додому, до міста. А Ной залишається у Сібруці та щодня пише їй по одному листу. Але Еллі не отримує жодного листа, оскільки її мати перехоплює листи та ховає їх.
Починається Друга світова війна, Ноя беруть до складу американського війська, а Еллі розпочинає навчання в одному з найпрестижніших університетів, але після навчання добровільно допомагає у військовому госпіталі. Саме там вона зустрілась з пораненим військовим — Лоном Гемондом. З часом вони закохуються, батьки Еллі в захваті від вибору доньки, адже Лон — багатий, гарний та веселий.
Тимчасом Ной відбудовує старий будинок, у якому так хотіла жити з ним Еллі, але коли він їде до міста затвердити будівельний проєкт, бачить через вікно ресторану Еллі, яка цілується з Лоном. У Ноя є коханка — Марта, молода вдова, яка кохає його, але яку він не кохає. Незабаром Лон робить Еллі пропозицію вийти за нього, але вона бачить у місцевій газеті знімок, на якому Ной стоїть на фоні відбудованого старого будинку в якому колись, того єдиного, прекрасного літа, вони так мріяли жити після одруження. Не довго думаючи, вона просить Лона відпустити її до Сібрука на декілька днів.
Зустріч Еллі та Ноя досить цікава, Еллі розповідає йому, що заручена та скоро має вийти заміж. Але під час прогулянки на човні, Еллі не витримує та запитує Ноя, чому тоді, колись, він їй не написав жодного листа. Ной відповідає, що це неправда, він писав їй цілий рік щодня і написав 365 листів. Вони проводять ніч разом. Вранці до будинку приходить коханка Ноя — Марта.
Наступного дня до будинку приїздить мати Еллі попередити, що до міста приїхав Лон. Еллі має зробити нелегкий вибір, між коханим Ноєм та нареченим Лоном.
Цю історію у приватному пансіоні читає зі свого щоденника старий чоловік жінці, яка втратила пам'ять. Під впливом розповіді у неї з'являються проблиски пам'яті і стає зрозумілим, що пацієнтка — це героїня історії Еллі, а старий чоловік — її коханий Ной.

## У ролях
- Раян Гослінг — Ной Келхун
  - Джеймс Гарнер — старий Ной
- Рейчел МакАдамс — Еллі Гамільтон
  - Джина Роулендс — стара Еллі
- Джоан Аллен — Ен Гамільтон
- Джеймс Марсден — Лон Гемонд
- Сем Шепард — Френк Келхун
- Девід Торнтон — Джон Гамільтон

## Цікаві факти
- Слоган фільму говорить — «За кожною великою любов'ю стоїть велика історія» (англ. Behind every great love is а great story)
- Зйомки картини розпочалися 7 листопада 2002 року в Чарльстоні (Північна Кароліна), з бюджетом 30 млн дол. та продовжувались до початку лютого 2003 року.
- Спаркс написав цей роман, частково використовуючи спогади своєї бабусі.
- Проект фільму знаходився на стадії розробки сім років. Та вже в 1995 році New Line Cinema викупила права, у 1998 році проектом дуже цікавився Стівен Спілберг, а в 1999—2000 роках Джим Шерідан, у 2001 році Мартін Кемпбел.
- Спочатку роль Еллі мала виконувати Ешлі Джад.